# Карнакоски, Кари
Кари Илмари Карнакоски (фин. Kari Ilmari Karnakoski; 19 апреля 1908, Леппявирта, Великое княжество Финляндское — 1985, Финляндия) — финский танцовщик, солист Финского национального балета, балетмейстер, педагог.

## Биография
Родился 19 апреля 1908 года в Леппявирта, в Великом княжестве Финляндском.
В 1920 году окончил среднюю школу в Йааккима.
Окончил балетную школу Финского национального балета в Хельсинки и выступал в качестве солиста балета в постановках «Лебединое озеро» и «Голубая жемчужина».
Гастролировал в СССР и США. В своих воспоминаниях оставил зарисовки от встреч с Морисом Шевалье, Жозефиной Бейкер и Джоаной Кроуфорд.
В 1966 году был награждён высшей государственной наградой Финляндии для деятелей искусства — медалью «Pro Finlandia».
Скончался в 1985 году.

## Фильмография
- 1960 — George Sandin salongissa (TV) (хореография)